# Tripodion tetraphyllum
Tripodion tetraphyllum é uma espécie de planta com flor pertencente à família Fabaceae. 
A autoridade científica da espécie é (L.) Fourr., tendo sido publicada em Annales de la Société Linnéenne de Lyon, sér. 2, 16: 359. 1868..

## Portugal
Trata-se de uma espécie presente no território português, nomeadamente em Portugal Continental.
Em termos de naturalidade é nativa da região atrás indicada.

## Protecção
Não se encontra protegida por legislação portuguesa ou da Comunidade Europeia.